# Pinneshiri
Pour l’article homonyme, voir Mont Pinneshiri.
Le Pinneshiri (ピンネシリ, Pinneshiri) est une montagne culminant à 958 m d'altitude dans les monts Hidaka en Hokkaidō au Japon. Elle est composée de roche ultramafique d'âge inconnu.